# Садик
Садик (рум. Sadîc) — село в Кантемірському районі Молдови. Є центром однойменної комуни, до складу якої також входить село Тараклія.
У 2011 р. деякі жителі села виявили бажання замість Кантемірського району приєднатися до АТУ Гагаузія.